# Neena Gill

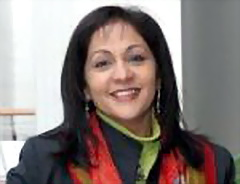
Neena Gill

Neena Gill, CBE (* 24. Dezember 1956 in Ludhiana, Indien) ist eine britische Politikerin der Labour Party.

## Leben
Gill studierte Wirtschaftswissenschaften an der Liverpool John Moores University und an der London Business School. Nach ihrem Studium war sie als Managerin für die Unternehmen ASRA Group und Newlon Housing Group tätig. Von 1999 bis 2009 war Gill Abgeordnete im Europäischen Parlament. Seit 2014 ist Gill erneut Abgeordnete im Europäischen Parlament. Dort ist sie Mitglied im Ausschuss für Wirtschaft und Währung und Mitglied in der Delegation für die Beziehungen zu den Vereinigten Staaten. Zudem ist sie stellvertretende Vorsitzende der Delegation für die Beziehungen zu Indien. Gill gehört der Religionsgemeinschaft der Sikh an.
2017 wurde sie zum Commander des Order of the British Empire ernannt.